# 城巴93C線
城巴93C線是一條港島專利巴士路線，提供由鴨脷洲大街／田灣經香港仔（華貴／置富）往薄扶林道及半山區（般咸道及堅道）的晨早巴士服務。

## 簡介及歷史
本線原稱90C，於1997年1月6日起投入服務，1998年7月6日起改稱93C。祇於星期一至五上課日早上提供服務，方便該區上學的學生。
因應新巴43號線在2000年4月2日起撤出半山區，導致田灣、華貴及置富花園沒有巴士直達堅道，令該處上學的學生不滿，由2000年9月1日起，本線加開一班由田灣經華貴及置富往堅道的特別班次。
2018年3月26日：增設實時抵站時間查詢服務。

## 服務時間及班次
- 星期一至五上課日：
  - 鴨脷洲大街開：07:10
  - 田灣開：07:10

星期六、日、公眾假期及學校假期不設服務

## 收費
全程：$6.9
- 瑪麗醫院往明愛中心：$6.3

| - 本線設有12歲以下小童及65歲或以上長者半價優惠。 - 65歲或以上香港居民使用「樂悠咭」，以及12歲以下合資格殘疾兒童使用「殘疾人士身份」個人八達通繳付車資，均可享有每程$2.0或半價（以較低者為準）的票價優惠；12至64歲合資格殘疾人士使用「殘疾人士身份」個人八達通（包括「樂悠咭」），以及60至64歲香港居民使用「樂悠咭」繳付車資，均可享有每程$2.0或全費（以較低者為準）的票價優惠。 - 65歲或以上長者如使用長者或一般個人八達通繳付車資，則只可享有半價優惠；12至64歲合資格殘疾人士如不使用「殘疾人士身份」個人八達通，以及60至64歲人士如不使用「樂悠咭」繳付車資，必須繳付全費。 - 乘客可以現金或八達通於上車時付款，不設找續。 - 每位成人乘客可免費攜帶最多兩名4歲以下而不佔座位的兒童乘客乘車，超額之4歲以下小童必須繳付小童車費乘車。 - 九龍巴士、城巴及龍運巴士全職員工及家屬（不包括外判職員）可免費乘搭本路線，惟必須拍職員或職員家屬八達通。 - 乘客亦可使用AlipayHK「易乘碼」、支付寶、WeChatHK／微信支付「搭車碼」、銀聯雲閃付「乘車碼」及BOC Pay「乘車碼」、具有感應式支付功能的VISA、Mastercard及銀聯卡，以及Apple Pay、Google Pay及Samsung Pay流動支付平台繳付車資。使用此支付方式的乘客可享有中途下車之分段收費，以及與其他城巴獨營路線或聯營線城巴班次之轉乘優惠，惟不適用於與非城巴路線之轉乘優惠。乘客亦不能享有「公共交通費用補貼計劃」及「長者及合資格殘疾人士公共交通票價優惠計劃」。 |

## 使用車輛
現時本線使用2輛雙層巴士行走，由6號及7號線抽調，田灣班次固定使用Enviro400 10.5米（7002-7059）兩軸雙層巴士，鴨脷洲班次較常使用Enviro500 MMC 11.3米（9100-9148）,間中出現富豪B9TL 11.3米（9500-9559）及Enviro500 歐盟六型MMC FACELIFT 11.3米(9149-9158)
| 字軌:               | 字軌:               | 字軌:  | 字軌:  |
| ------------------- | ------------------- | ------ | ------ |
| 0710 鴨脷洲大街開出 | 0710 鴨脷洲大街開出 | 006007 | 006007 |
| 0710 田灣開出       | 0710 田灣開出       | 006009 | 006009 |

## 行車路線
經：鴨脷洲大街、利枝道、鴨脷洲橋道 、田灣街、田灣山道、田灣山道橋、田灣海傍道、華貴邨巴士總站、田灣海旁道、香港仔海旁道、石排灣道、薄扶林道、置富道、利牧徑、薄扶林道、般咸道及堅道。
有斜體字之路段只限鴨脷洲大街開出的班次停靠，有粗體字之路段只限田灣開出的班次停靠。

### 沿線車站
| 鴨脷洲大街／田灣邨開 | 鴨脷洲大街／田灣邨開           | 鴨脷洲大街／田灣邨開 |
| 序號                 | 車站名稱                       | 位置                 |
| -------------------- | ------------------------------ | -------------------- |
| 1*                   | 鴨脷洲大街                     | 鴨脷洲大街巴士總站   |
| 2*                   | 利枝道                         | 鴨脷洲橋道           |
| 3*                   | 鴨脷洲徑                       | 鴨脷洲橋道           |
| 4*                   | 逸港居                         | 香港仔海旁道         |
| 5*                   | 香港仔海濱公園                 | 香港仔海旁道         |
| 6*                   | 香港仔魚類批發市場             | 香港仔海旁道         |
| 7*                   | 田灣街                         | 香港仔海旁道         |
| ^                    | 田灣邨                         | 田灣邨公共運輸交匯處 |
| ^                    | 耀中幼教學院                   | 田灣山道             |
| ^                    | 興偉中心                       | 田灣海旁道           |
| ^                    | 牛奶公司冰廠及冷房             | 田灣海旁道           |
| ^                    | 華貴邨                         | 華貴邨巴士總站       |
| ^                    | 牛奶公司冰廠及冷房             | 田灣海旁道           |
| 8                    | 華富道                         | 石排灣道             |
| 9                    | 余振強紀念第二中學             | 薄扶林道             |
| ^                    | 置富徑                         | 置富道               |
| ^                    | 置富花園1-7座                  | 置富道               |
| ^                    | 置富南區廣場                   | 置富道               |
| ^                    | 置富花園網球場                 | 置富道               |
| 10                   | 薄扶林村                       | 薄扶林道             |
| 11                   | 薄扶林水塘道                   | 薄扶林道             |
| 12                   | 嘉林閣                         | 薄扶林道             |
| 13                   | 心光學校                       | 薄扶林道             |
| 14                   | 瑪麗醫院                       | 薄扶林道             |
| 15                   | 香港華人基督教聯會薄扶林道墳場 | 薄扶林道             |
| 16                   | 摩星嶺道                       | 薄扶林道             |
| 17                   | 富林苑                         | 薄扶林道             |
| 18                   | 蒲飛路                         | 薄扶林道             |
| 19                   | 何東夫人堂                     | 薄扶林道             |
| 20                   | 香港潮商學校                   | 薄扶林道             |
| 21                   | 英皇書院                       | 般咸道               |
| 22                   | 寧養台                         | 般咸道               |
| 23                   | 東邊街                         | 般咸道               |
| 24                   | 高街                           | 般咸道               |
| 25                   | 醫院道                         | 般咸道               |
| 26                   | 樓梯街                         | 堅道                 |
| 27                   | 鴨巴甸街                       | 堅道                 |
| 28                   | 明愛中心                       | 堅道                 |

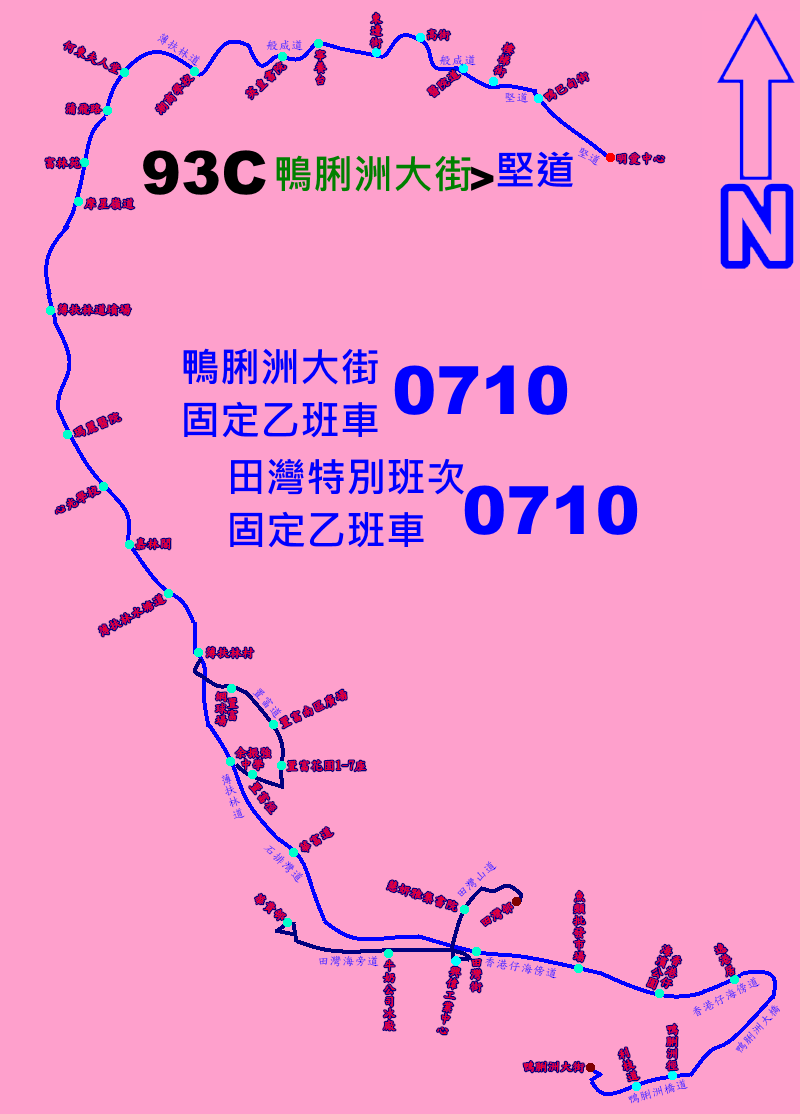
此線(含田灣開出的特別班次)的走線圖

- 由田灣邨開出的班次不停靠有*號之車站,改停靠有^號之車站

## 外部連結
- 官方網站路線資料 （页面存档备份，存于）

1. ↑  城巴有限公司、新世界第一巴士服務有限公司，〈http://www.nwstbus.com.hk/tc/uploadedPressRelease/10595_26032018_eta_chi.pdf%5B%5D 新巴城巴擴展實時抵站時間服務至153條路線〉［新聞稿］，2018年3月26日。
2. ↑  西行站
3. ↑  東行站